# نیکول داگلاس
نیکول داگلاس (انگلیسی: Nicole Douglas؛ زادهٔ ۳۱ ژوئیهٔ ۲۰۰۰) بازیکن فوتبال اهل انگلستان است که در پست هافبک برای لندن سیتی لاینز بازی می‌کند. او قبلا برای دانشگاه ایالتی آریزونا بازی می‌کرد.
وی همچنین در تیم‌های ملی فوتبال زیر ۱۷ سال زنان انگلستان و ۱۹ سال زنان انگلستان بازی کرده است.